# Железнодорожная улица (Пушкин)
Железнодоро́жная улица — улица в городе Пушкине (Пушкинский район Санкт-Петербурга). Состоит из двух разорванных фрагментов — от Московского шоссе до Ахматовской улицы и от бульвара Алексея Толстого до Детскосельского бульвара.
Название Железнодоро́жная улица известно в Царском Селе с 1911 года (на карте начала XX века обозначена как Железно-Дорожная улица). Оно связано с тем, что улица проходит вдоль Витебской железнодорожной линии.
Первоначально Железнодорожная улица проходила от Московского шоссе до Привокзальной площади. В 1950-х годах её продлили до современной Ахматовской улицы. В 1960-х годах появился участок от бульвара Алексея Толстого до улицы Генерала Хазова, а в 1970-х годах улицы продлили до Детскосельского бульвара.
В соответствии с разбивочным чертежом на светокопиях Ленпроекта, недостающий фрагмент Железнодорожной улицы (между Ахматовской улицей и бульваром Алексея Толстого) предполагается построить. Тем же документом предполагается продлить улицу на север за Детскосельский бульвар.
12 июля 2011 года в конце Железнодорожной улицы рядом с нынешней платформой Детскосельская был открыт комплекс Малой Октябрьской железной дороги — станция Царскосельская.

## Перекрёстки
- Московское шоссе
- улица Глинки

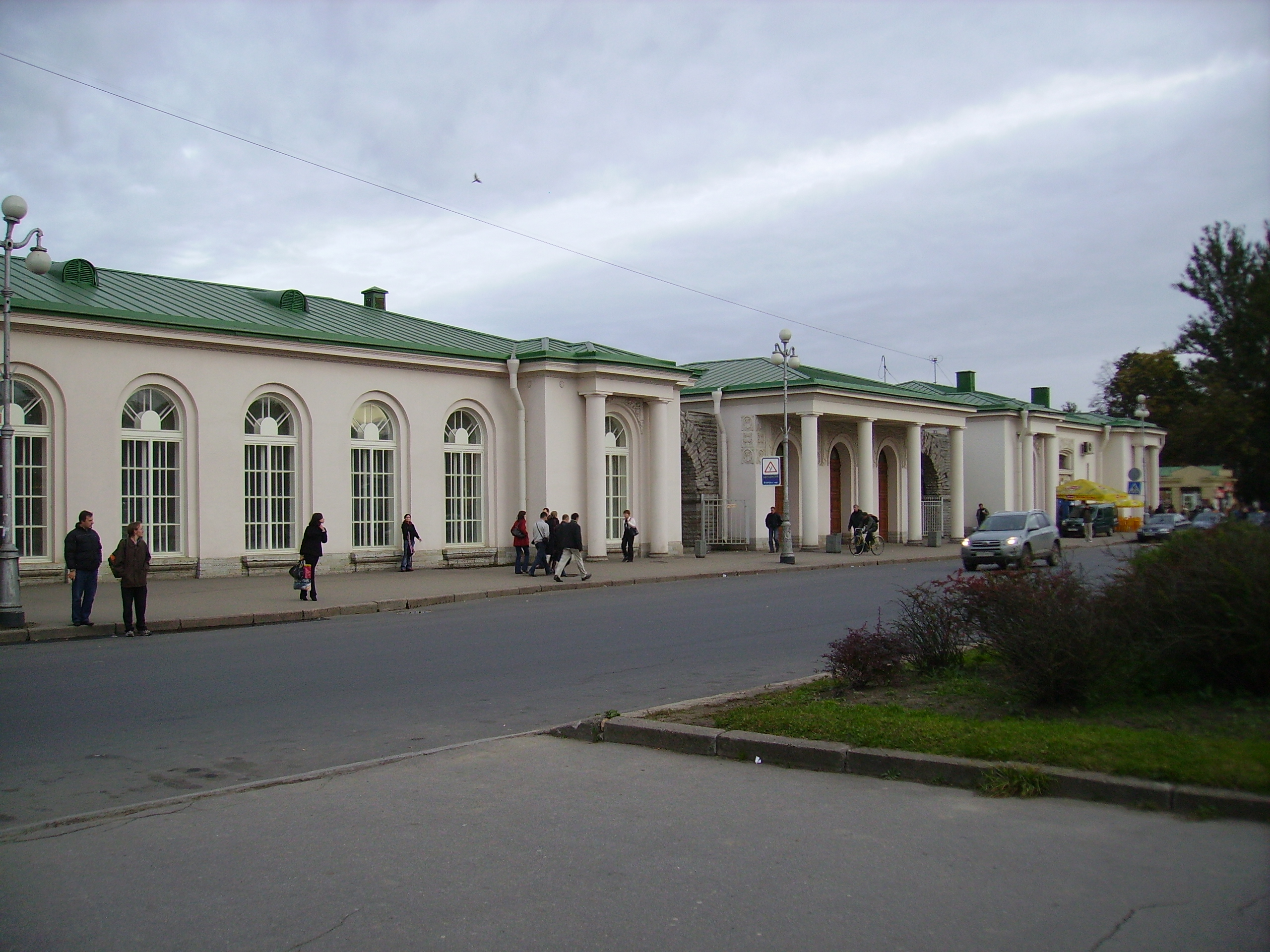
Железнодорожная улица у вокзала

- улица Чистякова / Жуковско-Волынская улица
- Новодеревенская улица
- Привокзальная площадь (Широкая, Ленинградская улицы, Софийский бульвар)
- бульвар Алексея Толстого / Оранжерейная улица
- улица Генерала Хазова